# Neudenau
Neudenau település Németországban, azon belül Baden-Württembergben. Lakosainak száma 5668 fő (2023. december 31.).

## Népesség
A település népessége az elmúlt években az alábbi módon változott:
| Lakosok száma | 4381 | 4573 | 4623 | 4399 | 4495 | 5053 | 5006 | 5184 | 5017 | 5668 |
|               | 1961 | 1967 | 1974 | 1980 | 1987 | 1993 | 2000 | 2006 | 2013 | 2023 |